# Highway Companion
Highway Companion — третий сольный альбом лидера американской рок-группы The Heartbreakers Тома Петти, вышедший в июле 2006 года на лейбле American Recordings. Занял 4 место в чарте Billboard 200 и стал золотым в США.

## Об альбоме
Highway Companion, третий альбом, позиционирующийся как сольный альбом Тома Петти, был спродюсирован Джеффом Линном — продюсером первого сольного альбома Тома Full Moon Fever и выпущен лейблом American Recordings, основатель которого Рик Рубин продюсировал второй сольный альбом Wildflowers. В итоге Highway Companion оказался единственным альбомом на American Recordings: в 2005 году лейбл был поглощён Columbia Records, а права на записи The Heartbreakers сохранил за собой Warner Bros. Records.

## Оценки
Стивен Томас Эрлевайн из Allmusic дал альбому 3.5 звезды из 5, выразив недовольство тем, что «некоторые песни Highway Companion сделаны как будто на дороге». Рецензент The Guardian Дэйв Симпсон заявил, что альбом был бы хорошим способом Тома Петти попрощаться с музыкой. Критик Rolling Stone Алан Лайт заметил, что Highway Companion «не так хорош, как два предыдущих альбома Петти, но он удачно сочетает в себе их стили, так что альбом стоит послушать».

## Список композиций
Слова и музыка всех песен — Тома Петти.
| №   | Название               | Длительность |
| --- | ---------------------- | ------------ |
| 1.  | «Saving Grace»         | 3:48         |
| 2.  | «Square One»           | 3:26         |
| 3.  | «Flirting with Time»   | 3:16         |
| 4.  | «Down South»           | 3:27         |
| 5.  | «Jack»                 | 2:29         |
| 6.  | «Turn This Car Around» | 3:59         |
| 7.  | «Big Weekend»          | 3:16         |
| 8.  | «Night Driver»         | 4:28         |
| 9.  | «Damaged by Love»      | 3:23         |
| 10. | «This Old Town»        | 4:17         |
| 11. | «Ankle Deep»           | 3:24         |
| 12. | «The Golden Rose»      | 4:43         |

Бонус-треки
| №   | Название                     | Длительность |
| --- | ---------------------------- | ------------ |
| 13. | «Home»                       | 3:11         |
| 14. | «Around the Roses»           | 2:58         |
| 15. | «Big Weekend» (демозапись)   | 3:04         |
| 16. | «This Old Town» (демозапись) | 4:24         |

## Участники записи
- Том Петти — вокал, ритм-гитара, акустическая гитара, ударные, губная гармоника
- Майк Кэмпбелл — акустическая гитара, соло-гитара, вибрафон
- Джефф Линн — бас-гитара, ритм-гитара, клавишные, бэк-вокал, арфа

## Синглы
| Год  | Песня          | Billboard | Billboard   |
| Год  | Песня          | Hot 100   | Rock Tracks |
| ---- | -------------- | --------- | ----------- |
| 2006 | «Saving Grace» | 100       | 26          |